# Felix av Nicosia
Felix av Nicosia (italienska Felice da Nicosia), född som Giacomo Amoroso 5 november 1715 i Nicosia på Sicilien i Italien, död 31 maj 1787 i Nicosia, var en italiensk kapucinmunk. Han helgonförklarades den 23 oktober 2005.
Giacomo Amoroso föddes i en fattig familj. Hans far, som var skomakare, dog strax innan Giacomo föddes. Liksom fadern började han arbeta i ett skomakeri. Skomakeriet låg nära ett kapucinkloster och Giacomo tilltalades av munkarnas livsstil. Han sökte inträde som lekman i ett kapucinkloster, men nekades. Han väntade och återkom vid flera tillfällen för att be om att få komma med i orden, vilket han slutligen efter åtta år vid 27 års ålder fick göra, den 19 oktober 1743. Han fick då namnet Felix (Felice) efter kapucinordens första helgon. Eftersom han var analfabet kunde han endast bli lekmannabroder. Han uppgavs ha förmåga att hela människor som var sjuka till kroppen eller själen, samt att befinna sig på två ställen på samma gång (bilokation).
Felix tjänade de fattiga och sjuka. Vid en pestepidemi i staden Cerami i mars 1777 gjorde Felix en stor karitativ insats, då han gick omkring och helade sjuka människor.
Felix blev saligförklarad 12 februari 1888 av påven Leo XIII. Hans reliker flyttades till katedralen i Nicosia 1891.